# Microdontomerus annulatus
Microdontomerus annulatus is een vliesvleugelig insect uit de familie Torymidae. De wetenschappelijke naam is voor het eerst geldig gepubliceerd in 1808 door Spinola.